# Otterbäckstjärnen
Otterbäckstjärnen är en sjö i Hudiksvalls kommun i Hälsingland och ingår i Harmångersån-Delångersåns kustområde. Sjön har en area på 0,0538 kvadratkilometer och ligger 8,2 meter över havet.

## Delavrinningsområde
Otterbäckstjärnen ingår i det delavrinningsområde (685263-157696) som SMHI kallar för Utloppet av Norstafjärden. Medelhöjden är 22 meter över havet och ytan är 21,53 kvadratkilometer. Räknas de 29 avrinningsområdena uppströms in blir den ackumulerade arean 116,92 kvadratkilometer. Avrinningsområdets utflöde Sunnån (Viaån) mynnar i havet. Avrinningsområdet består mestadels av skog (70 procent). Avrinningsområdet har 2,88 kvadratkilometer vattenytor vilket ger det en sjöprocent på 13,3 procent.